# Mistrovství světa v letech na lyžích 1979
Mistrovství světa v skocích na lyžích se v roce 1979 konalo 17.-18. března v tehdy jugoslávské Planici na tamním mamutím můstku Letalnica.

## Výsledky
| *                | Sportovec       | Skok | Body | Celkem |
| ---------------- | --------------- | ---- | ---- | ------ |
| Zlatá medaile    | Armin Kogler    |      |      |        |
| Stříbrná medaile | Axel Zitzmann   |      |      |        |
| Bronzová medaile | Piotr Fijas     |      |      |        |
| 4                | Andreas Hille   |      |      |        |
| 5                | Josef Samek     |      |      |        |
| 6                | Jurij Kalinin   |      |      |        |
| 7                | Leoš Škoda      |      |      |        |
| 8                | Pentti Kokkonen |      |      |        |
| 9                | Harald Duschek  |      |      |        |
| 10               | Kari Ylianttila |      |      |        |